# Wilhelm Gottfried Lasch

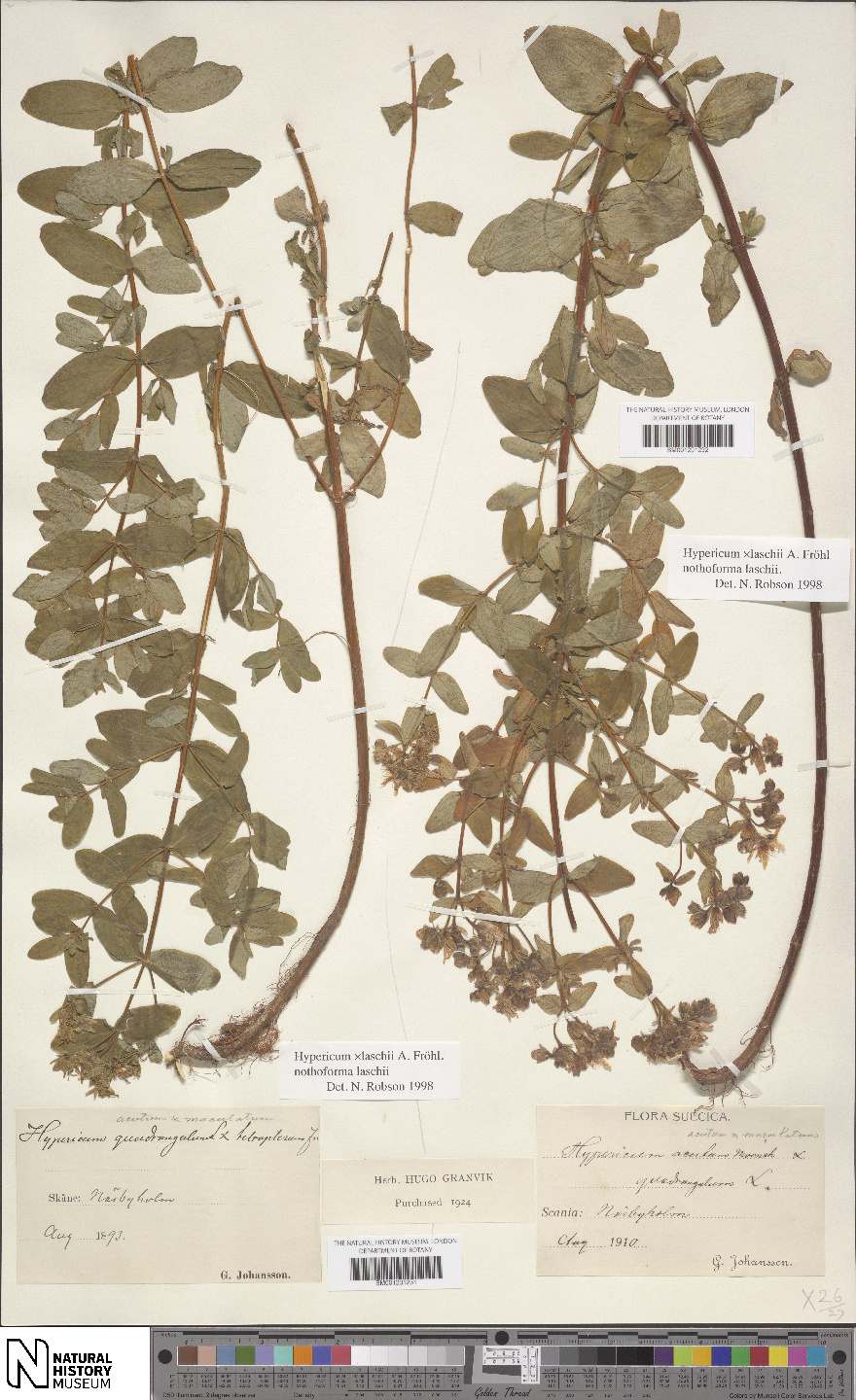
Ein Präparat des nach Lasch benannten Johanniskraut-Hybriden Hypericum x laschii; Natural History Museum, London

Wilhelm Gottfried Lasch (* 28. Januar 1787 in Berlin; † 1. Juli 1863 in Driesen in der Neumark, heute Drezdenko in Polen) war ein deutscher Apotheker, Botaniker und Mykologe. Sein botanisches Autorenkürzel lautet „Lasch“.

## Leben
Wilhelm Gottfried Lasch war Sohn eines Berliner Stadtwundarztes. Seine Vornamen werden teilweise auch mit „Wilhelm Gottlob“ angegeben, häufiger lautet der zweite Vorname aber „Gottfried“, so auch im ausführlichen Nachruf von C. G. Baenitz. 1801 begann Lasch eine Apothekerlehre in der Bergemannschen Apotheke in Berlin. Durch den seinerzeit dort arbeitenden Apotheker und Botaniker Johannes Nicolaus Buek wurde Laschs Interesse an der Pflanzenkunde geweckt. Von 1814 bis 1824 betrieb Lasch eine eigene Apotheke in Driesen, die er dann verkaufte, um sich seitdem nur noch der Botanik zu widmen.
Lasch erwarb sich besondere Expertise auf dem schwierigen Gebiet der Pflanzenhybriden-Bestimmung, und zwar sowohl bei den Phanerogamen als auch bei den Kryptogamen. Auch bei der Bestimmung von Großpilzen war er ein Experte; er erkannte und benannte 300 neue Pilzarten. Zu dem von Klotzsch begründeten Herbarium mycologicum und anderen Herbarien steuerte Lasch viel sauber präpariertes Material bei. In mehreren Fachzeitschriften publizierte Lasch wiederholt Beiträge (Linnaea, Ein Journal für die Botanik in ihrem ganzen Umfange; Rabenhorsts Botanisches Central-Blatt für Deutschland; Botanische Zeitung von Mohl und Schlechtendal).

Favolaschia calocera, der Orangerote Porenhelmling

Lasch zeichnete sich bis ins hohe Alter durch großen wissenschaftlichen Eifer aus. Zu allen Jahreszeiten unternahm er Exkursionen ins Driesener Umland, im Sommer oft schon ab drei Uhr morgens, und noch im Winter 1862/63, mit Mitte 70, suchte er sonst unzugängliche Stellen auf Schlittschuhen auf. Im Juni 1863 zog er sich bei einer Exkursion eine Rippenfellentzündung zu, an der er nach zwei Wochen starb. Zu Ehren von W. G. Lasch wurden acht Pilzarten mit dem Art-Epitheton laschii benannt, ebenso gab es die (heute veraltete) Gattung Laschia, deren Name noch in der zur Gattung aufgewerteten früheren Untergattung Favolaschia weiterlebt.